# Mistrovství České republiky v soutěžním lezení 2008
Mistrovství ČR v soutěžním lezení 2008 se uskutečnilo ve dvou termínech, ve všech třech disciplínách v Praze na Smíchově na lezecké stěně SmíchOff, pořádal je Tomáš Rakovič. MČR v lezení na obtížnost a rychlost 29.-30. listopadu (hlavní rozhodčí Jiří Čermák), MČR v boulderingu 13. prosince. Závody byly součástí Českého poháru v soutěžním lezení 2008.

## Výsledky finále MČR
| obtížnost         | obtížnost              | rychlost        | rychlost              | bouldering        | bouldering                  |
| ----------------- | ---------------------- | --------------- | --------------------- | ----------------- | --------------------------- |
| muži              | ženy                   | muži            | ženy                  | muži              | ženy                        |
| 1. Tomáš Mrázek   | 1. Lucie Hrozová       | 1. Libor Hroza  | 1. Lucie Hrozová      | 1. Martin Stráník | 1. Věra Kotasová-Kostruhová |
| 2. Martin Stráník | 2. Silvie Rajfová      | 2. Martin Šifra | 2. Daniela Kotrbová   | 2. Jakub Hlaváček | 2. Silvie Rajfová           |
| 3. Jakub Hlaváček | 3. Lenka Černá         | 3. Jiří Švácha  | 3. Lenka Frühbauerová | 3. Jiří Přibil    | 3. Katarína Fickuliaková    |
|                   |                        |                 |                       |                   |                             |
| 4. Petr Resch     | 4. Soňa Hnízdilová     | 4. Jakub Hejl   | —                     | 4. David Kozel    | 4. Lenka Černá              |
| 5. Michal Rožek   | 5. Kristýna Ondrová    | —               | —                     | 5. Radovan Souček | 5. Lucie Hrozová            |
| 6. Jiří Dragoun   | 6. Helena Lipenská     | —               | —                     | 6. Ondřej Beneš   | 6. Nelly Kudrová            |
| 7. Ondřej Beneš   | 7. Dominika Dupalová   | —               | —                     | 7. Ondřej Nevělík | 7. Petra Růžičková          |
| 8. Jan Zozulák    | 8. Lenka Frühbauerová  | —               | —                     | 8. Štěpán Stráník | 8. Zuzana Ulrichová         |
| —                 | 9. Gabriela Vrablíková | —               | —                     | 9. Jan Chvála     | —                           |
| —                 | 10. Alena Zemanová     | —               | —                     | 10. Jiří Lautner  | —                           |
| —                 | —                      | —               | —                     | 11. Jiří Bradáč   | —                           |
| —                 | —                      | —               | —                     | 12. Martin Spilka | —                           |
|                   |                        |                 |                       |                   |                             |
| 8 finalistů       | 10 finalistek          | 4 finalisté     | 3 finalistky          | 12 finalistů      | 8 finalistek                |
| 26 semifinalistů  | bez semifinále         | bez semifinále  | bez semifinále        | bez semifinále    | bez semifinále              |
| 36 mužů           | 12 žen                 | 43 mužů         | 13 žen                | ? mužů            | ? ženy                      |

- archiv oficiálních výsledků ČHS je aktuálně dostupný pouze do roku 2010